# Gardinerpiscis akkolkensis
Gardinerpiscis akkolkensis è un pesce osseo estinto, di incerta collocazione sistematica e forse appartenente ai paleonisciformi. Visse nel Permiano inferiore (Kunguriano, circa 275 - 270 milioni di anni fa) e i suoi resti fossili sono stati ritrovati in Kazakistan.

## Descrizione
Questo pesce era di medie dimensioni e possedeva un corpo snello che poteva raggiungere i 40 centimetri di lunghezza. Era caratterizzato dalla presenza di una pinna dorsale piuttosto arretrata, di forma triangolare, e da una pinna caudale profondamente biforcuta, con il lobo superiore leggermente più allungato. La pinna anale era di forma simile a quella dorsale, ma era un po' più arretrata, mentre le pinne pelviche erano di piccole dimensioni ma allungate. Le pinne pettorali erano lunghe e piuttosto strette. Tutte le pinne erano dotate di fulcri appaiati. 
La testa era leggermente più alta che lunga, e possedeva un suspensorium obliquo. La parte postorbitale della mascella era lunga quasi quanto la parte anteriore, piuttosto stretta. L'osso postorbitale era lungo e quasi raggiungeva il dermohyale; quest'ultimo era lungo e stretto, così come l'anteropercolo. Era inoltre ben sviluppata una serie di ossificazioni suborbitali. L'osso antorbitale andava a prender parte della formazione del margine delle fauci. Erano presenti sopraorbitale e dermosfenotico. L'opercolo era alto il doppio del subopercolo. Sia le ossa dermiche della testa che le scaglie erano sottili. L'ornamentazione delle scaglie e delle ossa dermiche consistevano in creste piatte segnate lateralmente da corti solchi profondi. I raggi branchiostegali erano numerosi.

## Classificazione
Gardinerpiscis akkolkensis venne descritto per la prima volta da Kazantseva-Selezneva nel 1981, sulla base di resti fossili ritrovati nella formazione Kempir in Kazakistan. I fossili vennero originariamente descritti come Gardineria akkolkensis, ma il nome generico era già stato utilizzato per un corallo, e fu quindi necessario ridenominare i fossili (Romano e Kogan, 2015) con il nome di Gardinerpiscis akkolkensis. 
Gardinerpiscis è considerato un rappresentante arcaico degli attinotterigi, e non è chiara la sua collocazione sistematica. Kazantseva-Selezneva lo aveva incluso genericamente nei paleonisciformi, il gruppo di pesci ossei più primitivo ma dimostratosi chiaramente parafiletico; l'attribuzione di Gardinerpiscis alla famiglia Karaunguriidae, un gruppo di attinotterigi basali tipici del Permiano dell'Asia centrale, non è del tutto certa. 